# Árbol de la vida (Corán)

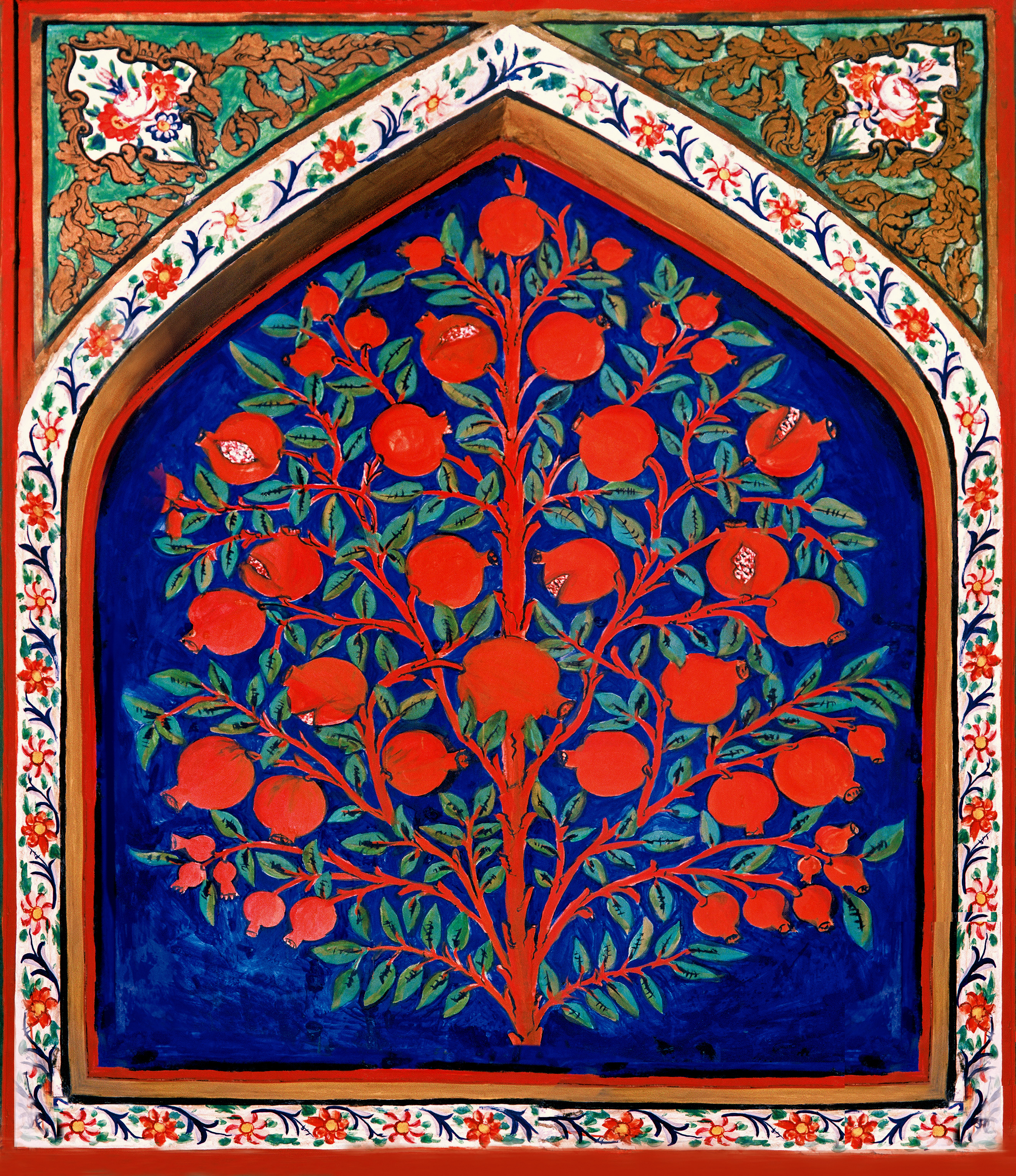
El Árbol de la Inmortalidad, Palacio de Shaki Khans, Azerbaiyán.

El Árbol de la Inmortalidad (en árabe: شَجَرَةُ الْخُلْد‎, romanizado: šajara al-ḫuld) es el diseño del árbol de la vida según es descrito en el Corán. También se alude a él en los hadices y en el tafsir. A diferencia del relato bíblico, el Corán menciona únicamente un árbol en la Yanna (el término árabe para el Jardín del Edén), que fue susurrado a Adán por Satanás como el árbol de la inmortalidad,  y que Dios prohibió específicamente a Adán y Eva. No existe ningún árbol del conocimiento del bien y del mal en el Corán.  
El árbol en el Corán se utiliza como ejemplo de concepto, idea, forma o código de vida. Un buen concepto/idea se representa como un buen árbol y una mala idea/concepto se representa como un mal árbol.  Satanás se les apareció y les dijo que la única razón por la que Dios les prohibió comer de ese árbol era porque se convertirían en ángeles o comenzarían a usar la idea/concepto de la propiedad junto con la herencia, generación tras generación, lo cual Iblís (en árabe Satanás) convenció a Adán para que aceptara. 